# Modlitba apoštola Pavla
Modlitba apoštola Pavla je novozákonní apokryf, první manuskript Jungova kodexu z knihovny z Nag Hammádí.
Rukopis je napsaný v koptštině, avšak nadpis je řecký, což je pravděpodobně původní jazyk tohoto textu. V textu se nedochovaly dva první řádky.
Text je anonymní a nebyl napsaný historickou postavou svatého Pavla. Na rozdíl od modliteb, u kterých je známo, že pocházejí od apoštola Pavla, je v tomto textu výrazný gnosticismus. 
Mnoho učenců se domnívalo, že jde o tzv. valentinské dílo, kvůli frázím jako je psychický Bůh, což by ho datovalo mezi roky 150 až 300 našeho letopočtu. Pokud by však nešlo o valentinské dilo, sahal by až do roku 75.